# David J. Darling
David Darling (1953-) est un astronome et écrivain britannique. Il a publié plusieurs œuvres de vulgarisation scientifique telles que Life Everywhere: The Maverick Science of Astrobiology (2001) et le livre à succès The Universal Book of Mathematics (en) (2004). Il est également connu pour son encyclopédie en ligne Encyclopedia of Science.

### Littérature jeunesse
- Série Beyond 2000 (1995–96)
  - Micromachines and Nanotechnology: The Amazing New World of the Ultrasmall  (ISBN 0-87518-615-7)
  - Genetic Engineering: Redrawing the Blueprint of Life  (ISBN 0-87518-614-9)
  - The Health Revolution: Surgery and Medicine in the Twenty-first Century  (ISBN 0-87518-616-5)
  - Computers of the Future: Intelligent Machines and Virtual Reality  (ISBN 0-87518-617-3)
- Série Experiment! (1991–92)
  - Spiderwebs to Skyscrapers: The Science of Structure  (ISBN 0-87518-478-2)
  - From Glasses to Gases: The Science of Matter  (ISBN 0-87518-500-2)
  - Between Fire and Ice: The Science of Heat  (ISBN 0-87518-501-0)
  - Sounds Interesting: The Science of Acoustics  (ISBN 0-87518-477-4)
  - Up, Up and Away: The Science of Flight  (ISBN 0-87518-479-0)
  - Making Light Work: The Science of Optics  (ISBN 0-87518-476-6)
- Série Could You Ever? (1990–91)
  - Could You Ever Live Forever?  (ISBN 0-87518-457-X)
  - Could You Ever Build a Time Machine?  (ISBN 0-87518-456-1)
  - Could You Ever Travel To the Stars?  (ISBN 0-87518-446-4)
  - Could You Ever Meet an Alien?  (ISBN 0-87518-447-2)
  - Could You Ever Speak Chimpanzee?  (ISBN 0-87518-448-0)
  - Could You Ever Dig a Hole To China?  (ISBN 0-87518-449-9)
- Série The World of Computers (1986)
  - Inside Computers: Hardware and Software  (ISBN 0-87518-312-3)
  - The Microchip Revolution  (ISBN 0-87518-313-1)
  - Computers At Home: Today and Tomorrow  (ISBN 0-87518-314-X)
  - Robots and the Intelligent Computer  (ISBN 0-87518-315-8)
  - Fast, Faster, Fastest: The Story of Supercomputers  (ISBN 0-87518-316-6)
- Série  Discovering Our Universe (1984–85)
  - The Sun: Our Neighborhood Star  (ISBN 0-87518-261-5)
  - The Moon: A Spaceflight Away  (ISBN 0-87518-262-3)
  - Comets, Meteors, and Asteroids: Rocks in Space  (ISBN 0-87518-264-X)
  - The Planets: The Next Frontier  (ISBN 0-87518-263-1)
  - Where Are We Going in Space  (ISBN 0-87518-265-8)
  - Stars: From Birth to Black Hole  (ISBN 0-87518-284-4)
  - Galaxies: Cities of Stars  (ISBN 0-87518-285-2)
  - The Universe: Past, Present, and Future  (ISBN 0-87518-286-0)
  - The New Astronomy: An Ever-Changing Universe  (ISBN 0-87518-288-7)
  - Other Worlds: Is There Life Out There?  (ISBN 0-87518-287-9)